# 하케 작전

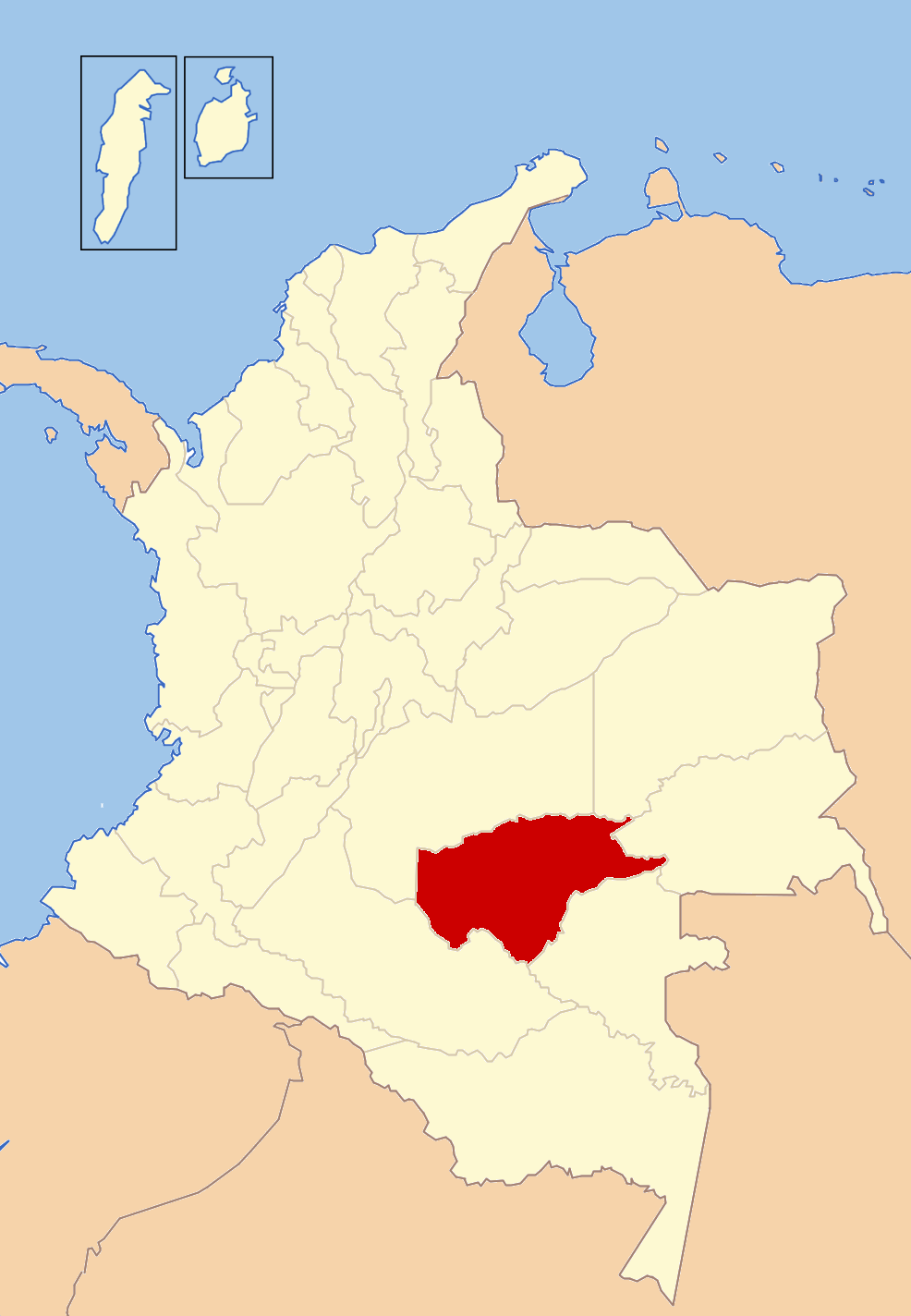
과비아레주가 강조한 작전 지역. 빨간색으로 표시.

하케 작전(Operación Jaque)은 작전 당시의 달(月)인 7월과 체스의 체크의 첫 글자를 따서 지어진 작전명으로, 콜롬비아군이 적십자 요원을 가장하여 콜롬비아 무장혁명군(FARC)으로부터 잉그리드 베탕쿠르를 포함한 인질 15명을 무사히 구출한 작전이다. 이 작전은 과비아레주 행정 구역의 아파포리스강을 따라 2008년 7월 2일 수행되었다.
자유의 몸이 된 다른 인질들로는 노스럽 그러먼 소속 Marc Gonsalves, Thomas Howes, Keith Stansell, 그리고 11명의 콜롬비아 군인과 경찰들이 있었다. 2명의 FARC 구성원들은 체포되었다.

## 구출된 인질 목록
- 잉그리드 베탕쿠르
- Marc Gonsalves
- Thomas Howes
- Keith Stansell

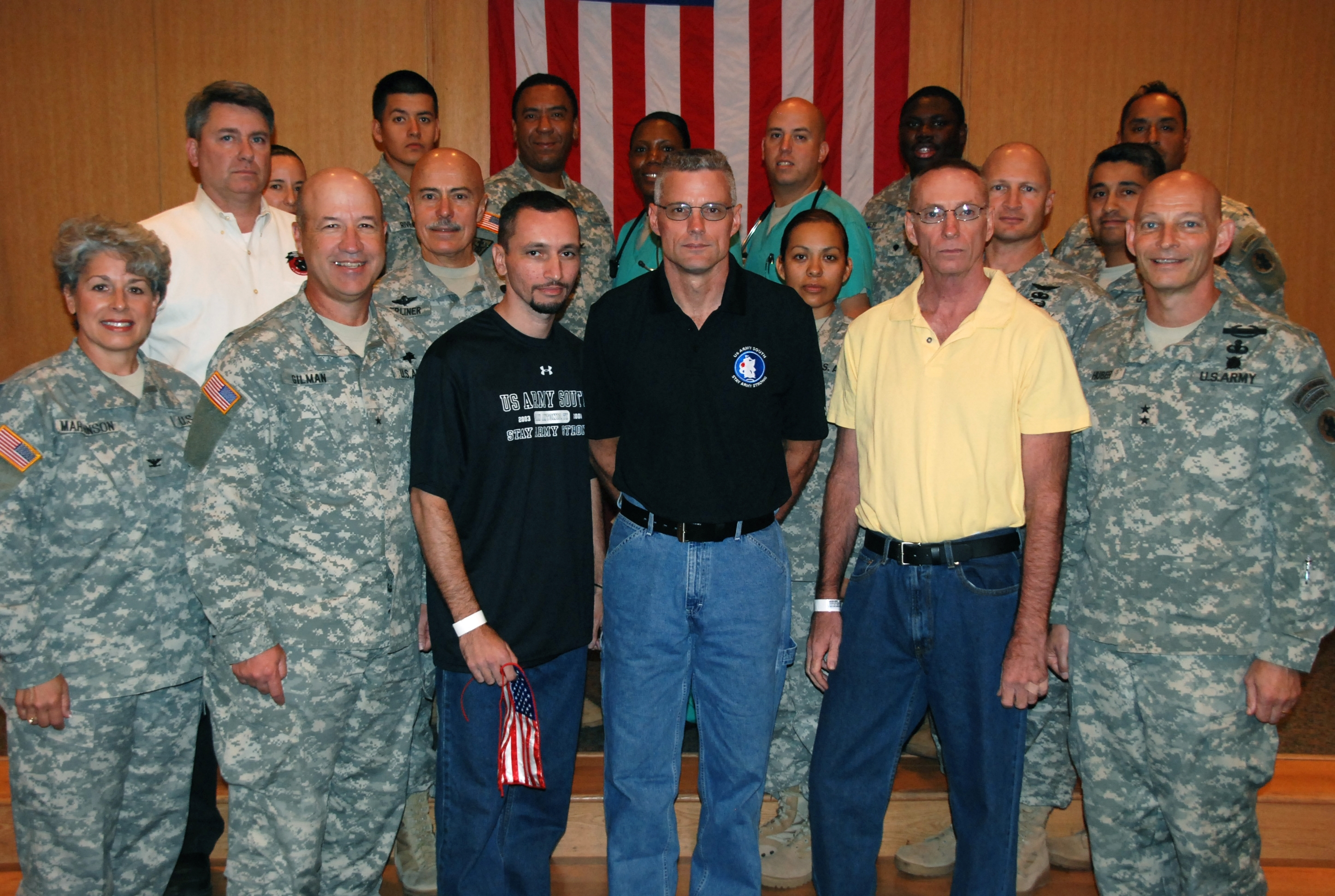
Gonsalves, Stansell, Howes (왼쪽에서 오른쪽, 가운데) 2008년 7월 4일

- Lieutenant Juan Carlos Bermeo (콜롬비아 군대)
- Sub-Lieutenant Raimundo Malagón (콜롬비아 군대)
- Sergeant José Ricardo Marulanda (콜롬비아 군대)
- Sergeant Erasmo Romero (콜롬비아 군대)
- Corporal William Pérez (콜롬비아 군대)
- Corporal José Miguel Arteaga (콜롬비아 군대)
- Corporal Armando Flórez (콜롬비아 군대)
- Lieutenant Vianey Rodríguez (콜롬비아 국가경찰)
- Corporal Jhon Jairo Durán (콜롬비아 국가경찰)
- Corporal Julio Buitrago (콜롬비아 국가경찰)
- Subintendent Armando Castellanos (콜롬비아 국가경찰)

## 국제 반응
- 캐나다: 외무장관 데이비드 에머슨은 15명의 구출로 인한 콜롬비아의 정부 조치를 환영했다.[4]
- 칠레: 칠레의 대통령 미첼 바첼레트는 "이것은 민주주의, 평화, 자유의 승리이다."라고 언급했다.[5]

## 참고 문헌
- Romero, Simon; Vace, Damien (2008년 7월 4일). “Bold Colombia Rescue Built on Rebels’ Disarray”. The New York Times. 2008년 7월 4일에 확인함. (requires free registration)